# Dornier Do 18
O Dornier Do 18 foi um hidroavião desenvolvido pela Dornier. Entrou em serviço na Lufthansa em 1935.

## História
O primeiro avião a ser adaptado para o uso militar foi o Do 18D, tendo os modelos Do 18D-1 e Do 18D-2 começando a operar na Luftwaffe no mês de setembro de 1938. Este avião passou a ser utilizado pelos staffeln secundários, onde estes passaram a realizar patrulhas costeiras. Começou-se a utilizar uma versão mais potente no ano de 1939, o Do 18G-1, equipado com dois motores Jumo 205D de 880 HP e equipados com uma metralhadora MG131 de 13mm e um canhão MG151 de 20mm.
Seis Staffeln utilizaram os Do 18 durante a Batalha da França, mas muitos deles foram enviados de volta para a Alemanha para fazer a conversão para Do 18H no mês de junho de 1940, onde foram transformados em aviões de treinamento e Do 18N-1 que foram utilizados para resgates.
Durante o ano de 1940, um total de 49 Do 18Gs foram produzidos, sendo a sua produção encerrada no mês de setembro do mesmo ano, após menos de 100 unidades terem sido fabricadas, destes, 70 eram do modelo Do 18Gs.
Duas unidades ainda continuavam a utilizar os Do 18 durante a Batalha da Grã-Bretanha para resgatar os pilotos que haviam caído na Canal da Mancha. Mais tarde 3 unidades voltaram ao serviço utilizando os Do 18 para missões de reconhecimento no Mar do Norte, onde voaram até o ano de 1942, quando foram substituídos em definitivo pelos modelos Blohm & Voss BV 138.

### Recorde
Um modelo desta aeronave estabeleceu um recorde de voo sem escalas pelo oceano Atlântico, teve duração de 43 horas após percorrer 8 392 km (5 210 mi) em 27-29 de março de 1938 (87 anos), a aeronave um modelo Do 18D de prefixo D-ANHR decolou de Dartmouth, Devon Reino Unido e aterrissou na cidade de Caravelas no Estado da Bahia, Brasil.
|  |

## Variantes

### Civis
| Variante | Característica | Qtd. produzida | Notas                 |
| -------- | --- | -------------- | --------------------- |
| Do 18E   | Versão civil inicial, motorizado com um Junkers Jumo 205C-1 de 550 cavalos-vapor (405 quilowatts)                                           | 4              | [ nota 2 ] [ nota 3 ] |
| Do 18F   | Uma versão de longo alcance denominada V7 D-ANNE Zyklon, com envergadura aumentada (26,30 metros (86,3 pés)) e aumento de peso de decolagem | 1              | [ nota 3 ]            |
| Do 18L   | A versão recordista Zyklon (D-ANHR) atualizada com motores radiais BMW 132M                                                                 | 1 convertido   | [ nota 4 ]            |

### Militares
| Variante | Característica | Qtd. produzida     |
| -------- | --- | ------------------ |
| Do 18D   | Primeira versão militar com dois motores Junkers Jumo 205C de 600 cavalos-vapor (441 quilowatts), armado com uma metralhadora MG 15 de 7,92 milímetros (0,312 polegadas) no nariz e em posição dorsal | 79                 |
| Do 18G   | Versão melhorada com a adição de dois motores Junkers Jumo 205D de 880 cavalos-vapor (647 quilowatts), armado com uma metralhadora MG 131 de 13 milímetros (0,512 polegadas) no nariz e um canhão MG 151 de 20 milímetros (0,787 polegadas) em torre dorsal eletricamente operada. Esta versão teve o contorno do nariz alterado e os sponsons alargados | 62                 |
| Do 18H   | Versão desarmada de treino com controles duplos | 22 (+ conversões?) |
| Do 18N   | Versão desarmada de busca e salvamento aeronaval | N/D conversões     |

## Operadores
Alemanha
- Lufthansa
- Luftwaffe